# Diana Liesaus
Diana Liesaus (* 4. Januar 1986 in Dresden) ist eine deutsche Comiczeichnerin und Illustratorin, die auch unter den Pseudonymen C.K.Johnson und crow13 publizierte.

## Werdegang und Werk
Seit 2000 nahm Diana Liesaus an Wettbewerben wie Manga Talente oder Comic Campus teil, nachdem sie sich der japanischen Comic-Kunst verschrieben hatte. Bei ihrer Arbeit zeichnet sie die Seiten mit farbigen, meist blauen Stiften vor und tuscht danach mit Feder oder Outliner. Neben Rasterfolie zu verwenden, bearbeitet sie die Bilder für große Rasterflächen am Computer nach. Für farbige Bilder verwendet sie Aquarell, Acryl oder Copic-Marker. Zu ihren Vorbildern zählen Clamp, Kazuya Minekura, Mamiya Oki, Hirotaka Kisaragi und You Higuri.
Als erstes Werk von Liesaus wurde von 2007 bis 2009 die dreibändige Serie Musouka von Egmont Manga verlegt. Die Liebesgeschichte erzählt von zwei Studenten: Kei Johnson hängt seit dem Tod seiner Eltern Tagträumen nach, die ihm oft sehr realistisch erscheinen. Sein Kommilitone Hiroshi Takizawa spielt in diesen Träumen eine wichtige Rolle und nimmt sich Kei an und hilft ihm über sein Trauma hinweg. Musouka ist der erste kommerzielle Boys-Love-Serie einer deutschen Zeichnerin, dem viele weitere Künstlerinnen folgen sollten. Die „gefühlvolle Geschichte mit interessanten Charakteren“ sei sensibel erzählt, so die AnimaniA, aber nicht jede Wendung schlüssig. Den Gefühlen der Protagonisten werde in Nahaufnahmen viel Raum eingeräumt, „besonders in den großen, ausdrucksstarken Augen des Tagträumers Kei spiegeln sich sämtliche Empfindungsfacetten“. Der Stil in sauberen, realistischen Zeichnungen sei an den damals modernen Shōjo-Manga-Stil angelehnt, „abwechslungsreich angeordnete Panels warten meist mit vielen illustrierenden Details auf“. Hintergründe seien selten, aber akkurat ausgearbeitet.
Von der mit Sabrina Ehnert geschaffenen und ursprünglich auf vier Bände angelegten Serie Piratebay erschien zunächst 2011 ein Band bei Egmont Manga, 2017 eine Neuauflage des ersten sowie ein zweiter Band bei Pyramond. Die Geschichte sowie der 2017 ebenfalls bei Pyramond verlegte Comic Basar der Erinnerungen wurden von Liesaus vorab auch im Selbstverlag veröffentlicht. Neben ihren Comics trug sie als Illustratorin zu zahlreichen Kalendern und Artbooks des auf Boys Love spezialisierten Verlags Fireangels bei.

## Bibliografie
- Musouka (2007–2009, 3 Bände bei Egmont Manga)
- Piratebay (mit Sabrina Ehnert, 2011/2017, 2 Bände bei Egmont Manga, dann Pyramond)
- Colorex : zauberhafte Illustrationen mit Tusche (2014, bei Mein Mangashop)
- Basar der Erinnerungen (2017, 1 Band bei Pyramond)